# Хисар (округ)
Хисар (англ. Hisar, хинди हिसार जिला) — округ в индийском штате Харьяна. Административный центр округа — город Хисар. По данным всеиндийской переписи 2001 года население округа составляло 1 537 117 человек. Уровень грамотности взрослого населения составлял 65,85 %, что выше среднеиндийского уровня (59,5 %).
Хисар был самым большим округом в Харьяне, пока не была начата его реогранизация. В 1966 году некоторые части Хисара были присоединены к только что созданному округу Джинд. В 1974 техсилы Бхивали и Лохару перешли в округ Бхивани. В 1975 году был таким же образом создан округ Сирса. Позднее в результате отделения образовался округ Фатехабад. На данный момент Хисар состоит из 4 техсилов — Хисар, Ханси, Нарнаунд и Адампур.
Возле высохшего русла древней реки Сарасвати находился крупнейший город хараппской цивилизации Ракхигархи.